# 2016
| 2016                                                         |
| ------------------------------------------------------------ |
| Dødsfald - Fødsler                                           |
| • Begivenheder • Film • Litteratur • Musik • Politik • Sport |

| Gregoriansk kalender | 2016 MMXVI              |
| Ab urbe condita      | 2769                    |
| Armensk kalender     | 1465 ԹՎ ՌՆԿԵ            |
| Kinesiske kalender   | 4712 – 4713 乙未 – 丙申 |
| Etiopisk kalender    | 2008 – 2009             |
| Jødisk kalender      | 5776 – 5777             |
| Hindukalendere       |                         |
| - Vikram Samvat      | 2071 – 2072             |
| - Shaka Samvat       | 1938 – 1939             |
| - Kali Yuga          | 5117 – 5118             |
| Iransk kalender      | 1394 – 1395             |
| Islamisk kalender    | 1438 – 1439             |

2016 (MMXVI) er det 504. skudår siden Kristi Fødsel. Året begyndte på en fredag. Påsken faldt dette år den 27. marts
Regerende dronning i Danmark: Margrethe 2. 1972-2024
Se også 2016 (tal)

## Begivenheder

### Januar
- 6. januar - Nordkorea gennemfører sin fjerde underjordiske atomprøvesprængning, hvilket fik international fordømmelse.

### Februar
- 12. februar - Den katolske Pave og den Ortodokse Patriark mødes for første gang siden år 1054.

### Marts
- 22. marts - Terrorangrebene i Bruxelles i marts 2016.

### April
- 3. april - Panama-papirerne: En whistleblower lækker 11,5 million dokumenter med oplysninger om mere end 200.000 selskaber i skattely.
- 16. april - Over 200 mennesker bliver dræbt i et kraftigt jordskælv i Ecuador.
- 22. april - Parisaftalen om begrænsning af udledning af drivhusgasser underskrives.
- 20. april - Tilslutningsanlæg 50 Odense SØ på Fynske Motorvej E20 åbner for trafik.

### Maj
- 1. maj - en skovbrand bryder ud i Alberta, Canada.
- 9. maj – Merkurpassage[1].
- 30. maj - Dronning Margrethe genåbner gammel vikingeborg ved Køge.[2]

### Juni
- 12. juni - Terrorangrebet i Orlando 2016, 49 mennesker dræbte og 53 sårede.
- 16. juni - Jo Cox, en britisk labour-politiker, bliver dræbt under valgkampen til den forestående britiske folkeafstemning om hvorvidt Storbritannien skal forblive i EU
- 16. juni – Shanghai Disney Resort åbner i udkanten af Shanghai.
- 23. juni - Et flertal af briter stemmer ved folkeafstemning ja til, at Storbritannien melder sig ud af EU.
- 26. juni - Parlamentsvalget i Spanien
- 28. juni - Terrorangrebet i Istanbul.

### Juli
- 10. juli - Emilie Meng forsvinder fra Korsør
- 13. juli - Premierminister (Storbritannien): David Cameron træder tilbage, og Theresa May udnævnes til ny premierminister
- 14. juli - Terrorangrebet i Nice.
- 18. juli - Terrorangrebet i Würzburg.
- 22. juli - Skyderi i München.

### August
- 5. august - 21. august - OL i Rio i Brasilien.
- 24. august - Et kraftigt jordskælv i Italien 140 km sydvest for Rom er skyld i knap 300 dødsfald og endnu flere sårede.
- 26. august - Udvidelsen af Helsingørmotorvejen (E47) fra 4 til 6 spor imellem Hørsholm S og Gl. Holte åbner for trafik.

### September
- 11. september - Silkeborgmotorvejen mellem Hårup og Funder (primærrute 15) åbner for trafik, dermed er der motorvej hele vejen fra Aarhus til Herning.
- 26. september - Det ikoniske Svinkløv Badehotel brænder ned. Ingen omkommer, men hotellet brænder ned.

### Oktober
- 7. oktober - Orkanen Matthew rapporteres at have kostet 842 menneskeliv og ødelægge 30.000 hjem i Haiti,[3] hvilket lokale myndigheder senere justerer til over 1000.[4] Andre stater i området og den amerikanske delstat Florida bliver også ramt.
- 30. oktober - Anden etape af Ring Nord Næstved (primærrute 54), som bliver en 2+1-sporet motortrafikvej mellem Ringstedgade og Slagelsevej åbner for trafik.[5][6]

### November
- 8. november - republikaneren Donald Trump vinder det Amerikanske præsidentvalg i en valgsejr over Demokraternes Hillary Clinton

### December
- Byggeriet af Gotthard-Basisjernbanetunnel i Schweiz bliver færdigt. Det var oprindeligt projekteret til at blive færdigbygget i 2015, men nogle forsinkelser udsatte den endelige dato til december 2016 i stedet. Med en længde på 57 km er den verdens længste tunnel.
- 31. december - I store dele af landet mistede YouSee-kunderne deres TV-forbindelse, hvorved de gik glip af Dronningens nytårstale.

### Forudsigelser og planlagte hændelser
- USAs kontrakt med Storbritannien om at bruge øen Diego Garcia som militærbase vil udløbe, men der en option om at forlænge kontrakten yderligere 20 år – til 2036.
- USAs rumfartsorganisation NASAs påbegynder ubemandede testflyvninger Altair, i forberedelse til en fremtidig månelanding.
- NASAs rumsonde Juno ankommer til Jupiter efter fem års rejse.
- Autostrada A2, motorvej gennem Polen fra Tyskland i vest til Hviderusland i øst vil stå færdigbygget.
- OJ 287, en kvasar og binært sort hul svarende til omkring 18 milliarder solmasser, vil gå i udbrud[7].
- Det afgøres hvilket kampfly, der skal afløse Flyvevåbnets F-16-fly.

## Årsdage
- 500 års jubilæum for det bayerske Reinheitsgebot (renhedspåbud) om produktion af øl.

## Dødsfald
- 21. april - Prince, musiker (født 1958)

## Nobelprisen
- Medicin: Yoshinori Ohsumi for hans forskning i autofagi (cellebeskadigelse).
- Fysik: David J. Thouless, F. Duncan Haldane og John M. Kosterlitz for at anvende topologi til undersøgelse af materialers underlige kvantetilstande.
- Kemi: Jean-Pierre Sauvage, J. Fraser Stoddart og Bernard L. Ferringa for design og syntese af molekylære maskiner.
- Fredsprisen: Juan Manuel Santos for hans indsats for at bringe den over 50 år lange borgerkrig i Colombia til afslutning.
- Økonomi: Oliver Hart og Bengt Holmström for deres bidrag til kontraktteorien.
- Litteratur: Bob Dylan

## Politik
- 26. februar - Irland afholder valg.
- 23. juni – Folkeafstemningen om Storbritanniens EU-medlemskab.
- 26. juni - Spanien afholder parlamentsvalg
- 13. juli - Den britiske premierminister David Cameron træder tilbage, og Theresa May udnævnes til ny premierminister.
- 8. november – USAs præsident vælges.

## Personer
- Dokumenter om den tyske, nazistiske politiker Rudolf Hess (1894–1987) offentliggøres.[kilde mangler]

## Teknologi
- 9. februar – Analogt tv udfases i Danmark.
- ITER, et international eksperiment (& historiens 2. største) i udvikling af fusionsenergi opstartes.

## Sport
- 15. – 31. januar: EM i håndbold for mænd i Polen. Tyskland vinder turneringen med finalesejr over Spanien
- 7. februar - Denver Broncos vinder Super Bowl nr. 50
- 2. maj - Leicester City F.C. vinder den Engelske mesterskab i fodbold mod et historisk 1 til 5000 Odds
- 18. maj - Sevilla FC vinder finalen i UEFA Europa League for tredje år i træk, og femte gang på ti år.
- 22. maj - Danmark har for første gang i historien vundet Thomas Cup i badminton - også kaldet VM for hold - efter en sejr over Indonesien.
- 10. juni – 10. juli: EM i fodbold var den 15. udgave af EM i fodbold og foregik i Frankrig. Portugal vandt turneringen med finalesejr over værtsnationen.
- 5. - 21. august: Sommer-OL 2016 i Rio de Janeiro, Brasilien. USA bliver mest vindende nation med 120 medaljer, mens Danmark får bedste medaljehøst siden 1948 med 15 medaljer
- 4. – 18. december: EM i håndbold for kvinder i Sverige.

## Musik
- 14. maj – Ukraine vinder årets udgave af Eurovision Song Contest med sangen "1944" af Jamala.

## Film
- Ghostbusters II (1989) – ifølge en gæst i Peter Venkman talkshow vil verden ende den 14. februar.

## Billeder
- Altair lander
- Juno rumsonde
- Fusion
- Autostrada A2
- Gotthard-Basistunnelen